# Pleurosignum capensis
Pleurosignum capensis är en kräftdjursart som beskrevs av Brian Frederick Kensley 1977. Pleurosignum capensis ingår i släktet Pleurosignum och familjen Paramunnidae. Inga underarter finns listade i Catalogue of Life.